# Windows Hardware Quality Labs
Die Windows Hardware Quality Labs (WHQL) sind eine Einrichtung von Microsoft zur Zertifizierung von Gerätetreibern und Komplettsystemen. Zur Zertifizierung testet ein Gerätehersteller sein Produkt oder seinen Gerätetreiber nach Vorgaben von Microsoft und reicht anschließend das Testprotokoll ein. Gegebenenfalls werden dann von Microsoft noch weitere Tests durchgeführt.
Nach erfolgreicher Absolvierung der Tests darf der Gerätehersteller sein Produkt mit einem Logo versehen. Außerdem erhält der Gerätetreiber eine digitale Signatur von Microsoft. Microsoft Windows warnt beim Installieren von Gerätetreibern ohne diese digitale Signatur vor möglichen Risiken. Außerdem werden zertifizierte Gerätetreiber über Windows Update und den Microsoft Update Catalog verteilt.
Gerätetreiber sind tief im Betriebssystem verankert und können bei fehlerhafter Programmierung leicht Instabilitäten und Systemabstürze auslösen. Microsoft beabsichtigt daher mit der WHQL-Zertifizierung die Qualität von Gerätetreibern zu verbessern, um eine bessere Stabilität des Betriebssystems Windows zu erreichen. 
Auch Computer-Komplettsysteme und Peripheriegeräte können zertifiziert werden. Kunden sollen dann Geräte mit Zertifizierung als qualitativ höherwertig empfinden. 

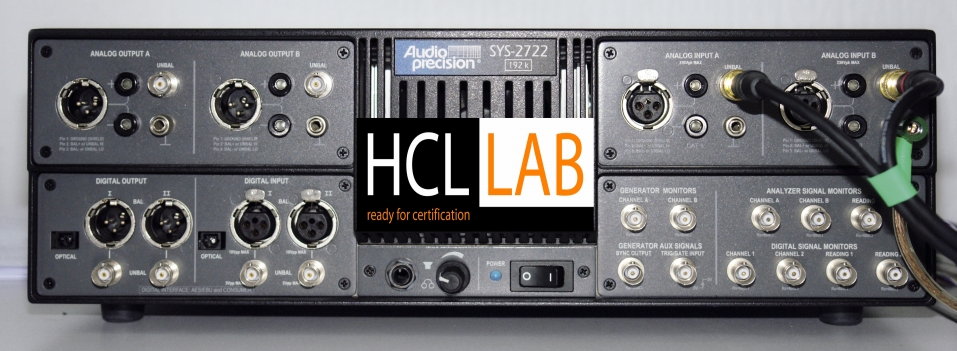
Audio Precision SYS-2722-A-M

Seit 1. Juni 2007 wird für den Erhalt eines Zertifikats für Computersysteme für Windows Vista ein Audio-Fidelity-Test mit der speziellen Messausrüstung Audio Precision SYS-2722-A-M vorausgesetzt. Damit sollen auch die Ansprüche an die Qualität der Tonwiedergabe sichergestellt werden.
Derzeit gibt es zwei Stufen im Windows Logo Program 3.0: Basic und Premium.
Kritiker sehen in dem Programm den Versuch einer Beeinträchtigung der Marktfreiheit.